# Министерство связи и информатизации Республики Беларусь
Министерство связи и информатизации Республики Беларусь (бел. Міністэрства сувязі і інфарматызацыі Рэспублікі Беларусь) — орган государственного управления в области связи и информатизации Республики Беларусь.

## Описание
Министерство осуществляет государственное регулирование и управление деятельностью в области связи и информатизации, координирует деятельность юридических лиц, независимо от форм собственности и индивидуальных предпринимателей в области связи и информатизации.
Подчиняется Совету Министров Республики Беларусь.
В своей деятельности руководствуется Конституцией Республики Беларусь, иными актами законодательства Республики Беларусь и Положением о Минсвязи.
Министерство координирует деятельность других республиканских органов государственного управления по вопросам, входящим в его компетенцию.

## Главные задачи
- Государственное регулирование, управление деятельностью, реализация единой государственной политики в области связи и информатизации и создание условий для развития организаций всех форм собственности, осуществляющих деятельность в указанной области;
- организация разработки и реализации программ развития связи и информатизации;
- координация деятельности юридических лиц, независимо от форм собственности, и индивидуальных предпринимателей в области связи и информатизации в целях удовлетворения потребностей государственных органов, юридических лиц, а также физических лиц в услугах связи, создания условий для обеспечения информационных потребностей государственных органов, юридических и физических лиц на основе создания информационных систем и (или) сетей, обеспечивающих формирование и обработку информационных ресурсов и предоставление пользователям документированной информации;
- разработка и реализация политики в области планирования, распределения и эффективного использования радиочастотного спектра радиоэлектронных средств гражданского назначения[2].

## История
28 декабря 1954 года вышел Указ Президиума Верховного Совета СССР «О преобразовании общесоюзного Министерства связи в союзно-республиканское Министерство связи СССР», в соответствии с которым 5 января 1955 года Указом Президиума Верховного Совета БССР на базе аппарата Уполномоченного Министерства связи СССР образуется союзно-республиканское Министерство связи Белорусской ССР
16 июля 1990 года Министерство связи БССР было преобразовано в Министерство связи и информатики БССР (постановление Верховного Совета БССР от 16 июля 1990 года № 129-XII).
С 11 января 1997 года Министерство связи и информатики Республики Беларусь преобразовано в Министерство связи Республики Беларусь(Указ Президента Республики Беларусь от 11 января 1997 года № 30).
С 17 февраля 2004 года Министерство связи Республики Беларусь преобразовано в Министерство связи и информатизации Республики Беларусь (Указом Президента Республики Беларусь от 12 февраля 2004 года № 66).
В мае 2011 года, во исполнение пункта 131 Мероприятий по реализации положений директивы Президента Республики Беларусь от 31 декабря 2010 года № 4 «О развитии предпринимательской инициативы и стимулировании деловой активности в Республике Беларусь», при Министерстве создан Общественный совет

## Центральный аппарат
Штатная численность — 63 единицы.
Систему Министерства составляют само Министерство и подчиненные ему организации, а также организации, акции (доли) которых принадлежат Республике Беларусь и переданы в управление министерства.
На сентябрь 2017 года в систему Минсвязи входит 12 организаций, среди которых 4 коммерческих организаций государственной формы собственности, 2 организации, финансируемые из бюджета, 5 открытых акционерных обществ и одно закрытое акционерное общество:
- пять коммерческих организаций государственной формы собственности:

1. Республиканское унитарное предприятие электросвязи «Белтелеком»,
2. Республиканское унитарное предприятие почтовой связи «Белпочта»,
3. Республиканское унитарное предприятие по надзору за электросвязью «БелГИЭ»,
4. Научно-инженерное республиканское унитарное предприятие «Институт прикладных программных систем»[4];

- две организации, финансируемые из бюджета:

1. Государственная фельдъегерская служба,
2. Учреждение образования «Белорусская государственная академия связи»;

- пять открытых акционерных общества:

1. ОАО «Гипросвязь»,
2. ОАО «Промсвязь»,
3. ОАО «Минсктелекомстрой»,
4. ОАО «Белсвязьстрой»,
5. ОАО «Белремстройсвязь»;

- одно закрытое акционерное общество:

1. ЗАО «Белорусская сеть телекоммуникаций»,

В состав организаций (РУП «Белпочта», РУП «Белтелеком», ОАО «Белсвязьстрой», ОАО «Белремстройсвязь») входят филиалы, всего их по стране 25. Филиалы РУП «Белпочта» включают 88 узлов почтовой связи и филиалы РУП «Белтелеком» — 47 узлов электросвязи. В системе Минсвязи трудится более 43, 7 тыс. человек.

## Министры
За время существования Министерства его возглавляли следующие лица:
- 11 февраля 1955 — 22 января 1980 — Афанасьев, Павел Васильевич
- 22 января 1980 — 16 сентября 1994 — Грицук, Иван Михайлович
- 14 октября 1994 — 16 декабря 1999 — Гончаренко, Владимир Иванович
- 12 января 2000 — 22 февраля 2001 — Круковский, Николай Александрович
- 26 февраля 2001 — 5 мая 2006 — Гончаренко, Владимир Иванович
- 5 мая 2006 — 21 февраля 2014 — Пантелей, Николай Петрович
- 21 февраля 2014 — 18 августа 2018 — Попков, Сергей Петрович
- 18 августа 2018 — 3 марта 2025 — Шульган, Константин Константинович
- С 3 марта 2025 — Залесский, Кирилл Борисович[бел.]